# Denmark International 2019
Die Denmark International 2019 im Badminton fanden vom 9. bis zum 12. Mai 2019 in Farum statt. Es war die vierte Auflage dieses Turnieres.

## Sieger und Platzierte
| Disziplin    | Gold                            | Silber                       | Bronze                                |
| ------------ | ------------------------------- | ---------------------------- | ------------------------------------- |
| Herreneinzel | Hans-Kristian Vittinghus        | Kai Schäfer                  | Lucas Claerbout                       |
| Herreneinzel | Hans-Kristian Vittinghus        | Kai Schäfer                  | Subhankar Dey                         |
| Dameneinzel  | Mia Blichfeldt                  | Natsuki Oie                  | Line Christophersen                   |
| Dameneinzel  | Mia Blichfeldt                  | Natsuki Oie                  | Line Kjærsfeldt                       |
| Herrendoppel | Shohei Hoshino Yujiro Nishikawa | Ben Lane Sean Vendy          | Thom Gicquel Ronan Labar              |
| Herrendoppel | Shohei Hoshino Yujiro Nishikawa | Ben Lane Sean Vendy          | Satwiksairaj Rankireddy Chirag Shetty |
| Damendoppel  | Saori Ozaki Akane Watanabe      | Chloe Birch Lauren Smith     | Minami Kawashima Natsu Saito          |
| Damendoppel  | Saori Ozaki Akane Watanabe      | Chloe Birch Lauren Smith     | Selena Piek Cheryl Seinen             |
| Mixed        | Ronan Labar Anne Tran           | Thom Gicquel Delphine Delrue | Ben Lane Jessica Pugh                 |
| Mixed        | Ronan Labar Anne Tran           | Thom Gicquel Delphine Delrue | Niclas Nøhr Sara Thygesen             |